# Cứu hộ giao thông
Cứu hộ giao thông là một dịch vụ giải toả ách tắc giao thông gây ra do phương tiện giao thông bị hỏng, do tai nạn giao thông, cứu người bị mắc kẹt trong xe, hoặc đơn giản là kéo xe ô tô hỏng về nơi sửa chữa. Điều khiển các xe cứu hộ là một kíp nhân viên cứu hộ được đào tạo kỹ lưỡng và từng trải, hiểu biết kỹ thuật ô tô và kỹ thuật sơ cứu người bị thương.

## Trang bị
Các đơn vị cứu hộ giao thông thường được trang bị các phương tiện chuyên dùng là xe cứu hộ, chúng có cấu tạo đặc biệt và mang theo các dụng cụ chuyên ngành phục vụ công việc.

### Loại xe
Thông thường trong một đơn vị cứu hộ tiêu chuẩn được trang bị đầy đủ các loại và các hạng xe nhằm đảm bảo giải quyết tất cả các trường hợp cứu hộ có khả năng xảy ra.
- Xe cứu hộ được chia thành ba loại chính:
  - Loại có nhiệm vụ cứu hộ
  - Loại có nhiệm vụ kéo xe
  - Loại có nhiệm vụ chở xe
- Xe cứu hộ được chia thành các hạng sau:
  - Hạng nhẹ: Phục vụ các xe dưới 3 tấn
  - Hạng trung: Phục vụ các xe từ 3 tấn đến 8 tấn
  - Hạng nặng: Phục vụ các xe trên 8 tấn

### Thiết bị chuyên dùng
Cứu hộ là việc phải huy động thêm các nguồn lực khác từ các thiết bị chuyên dùng đặt trên xe cứu hộ như cần cẩu, tời, kích khí nén hoặc phối hợp với một xe cứu hộ khác, một thiết bị khác. Điều này thường xảy ra với các ô tô bị lật đổ, bị rơi xuống địa hình sông hồ, bị lao xuống vực...Vv. Xe cứu hộ được chế tạo trên cơ sở một chiếc xe tải, thông thường được một nhà máy sản xuất xe chuyên dùng thiết kế và lắp ráp. Trên xe được lắp các thiết bị: 
- Cần cẩu: Là loại cần cẩu có khả năng vượt tải lớn, cấu tạo gọn, đơn giản và có thể làm việc theo nhiều tư thế khó khăn mà cẩn cẩu hàng thông thường không thực hiện được.
- Cần kéo xe: Là một thiết bị như một chiếc cần cẩu nhỏ được lắp phía sau, dưới gầm xe cứu hộ, nó có thể kẹp chặt hai lốp trước của chiếc xe hỏng, nâng nửa trước hoặc sau chiếc xe đó lên khỏi mặt đường để kéo xe di chuyển bằng các bánh xe còn lại.
- Tời thủy lực: Là một thiết bị cuộn dây cáp thép có khả năng kéo được những vật nặng, những chiếc ô tô hỏng từ dưới vực lên đường.
- Sàn chở xe: Là một mặt sàn bằng kim loại đặt trên lưng xe cứu hộ có khả năng trượt xuống đường để dễ dàng đưa các ô tô hỏng lên, sau khi cố định chiếc xe hỏng vào sàn bằng các dây tăng chuyên dùng, sàn sẽ mang chiếc xe hỏng lên lưng xe cứu hộ để chở đi.
- Dây tăng là một thiết bị cầm tay có một đoạn dây bạt hoặc xích, một đầu là chiếc khoá có cấu tạo đặc biệt giúp nhân viên cứu hộ có thể trói chặt các lốp của chiếc xe hỏng vào sàn xe cứu hộ hoặc vào cần xe cứu hộ.
- Kìm cứu hộ: Là một dụng cụ cầm tay có khả năng nhanh chóng cắt được các lớp khung vỏ ô tô để cứu người bị mắc kẹt.

## Các loại hình cứu hộ
Cần phải phân biệt rõ sự khác nhau giữa việc kéo xe và cứu hộ, điều này phụ thuộc vào cấu tạo và khả năng làm việc của từng chiếc xe cứu hộ. Trong thực tế, không phải tất cả các đơn vị có dịch vụ cứu hộ giao thông đều có khả năng cứu hộ, nhiều đơn vị chỉ có khả năng kéo xe.
Kéo xe là công việc chỉ cần dùng lực thông thường của việc di chuyển xe cứu hộ để đưa chiếc xe hỏng đi. Xe cứu hộ sẽ dùng bộ cần phía sau nâng một nửa xe bị hỏng lên và kéo nó đi bằng các bánh chưa bị hỏng. Hoặc dùng xe cứu hộ có sàn để chở đi đối với các xe bị hỏng tất cả các bánh, xe bị kẹt hệ truyền động, hoặc xe dùng số tự động...